# SV Croatia Griesheim 1976
SV Croatia Griesheim  je nogometni klub hrvatskih iseljenika u Njemačkoj iz grada Griesheima. Djeluje pri društvu Croatia Jadran 76 iz Griesheima.
Klupska adresa je Jahnstr. 76, Darmstadt, a poštu primaju na adresi Im Dürren Kopf 3, Griesheim.
2001. je spadala među najjače nogometne momčadi hrvatskih iseljenika u Njemačkoj, uz momčadi kao što su Croatia Ludwigshafen, Croatia Gaggenau, Plavi Heilbronn, Croatia Mainz, Trenk Augsburg, Croatia Mannheim, Croatia Berlin, Posavina Frankfurt, Zrinski Gelsenkirchen, zbog čega je bila pozvana u Mannheim na prvi turnir Zajednice hrvatskih klubova u Njemačkoj, u organizaciji domaćina NK Croatie.
2009. bio je nominiran za Večernjakovu domovnicu za iseljenički izbor najpopularnijih športaša.
Sezone 2014./2015. igraju u okružnoj ligi A grada Darmstadta (Kreisliga A Darmstadt).

## Vanjske poveznice
- Službene klupske stranice
- Croatia Griesheim, Fussball.de
- Dario Holenda: Na krilima Razana Faraga Croatia Griesheim pobjedila Viktoriju Griesheim II 4-1, Fenix, 21. svibnja 2015.
- Transfermarkt